# G-Nome
G-Nome  est un jeu vidéo de simulation et de tir en vue à la première personne développé par 7th Level et publié le 19 février 1997 sur PC. Le jeu prend place dans un univers de science-fiction  dans lequel le joueur incarne un conducteur d’engins mécanisés devant lutter contre trois races aliens – les Scorps, les Darkens et les Mercs – disposant chacune de spécificités,,.